# Боркен
Боркен (њем. Borken) град је у њемачкој савезној држави Северна Рајна-Вестфалија. Једно је од 17 општинских средишта округа Боркен. Према процјени из 2010. у граду је живјело 41.177 становника. Посједује регионалну шифру (AGS) 5554012, NUTS (DEA34) и LOCODE (DE BOR) код.

## Географски и демографски подаци
Боркен се налази у савезној држави Северна Рајна-Вестфалија у округу Боркен. Град се налази на надморској висини од 50 метара. Површина општине износи 152,6 km². У самом граду је, према процјени из 2010. године, живјело 41.177 становника. Просјечна густина становништва износи 270 становника/km².

## Међународна сарадња
| Мјесто      | Држава               | Врста сарадње | Од    |
| ----------- | -------------------- | ------------- | ----- |
| Вроцлав     | Пољска               | партнерство   | 2000. |
| Мјолндал    | Шведска              | партнерство   | 1997. |
| Болков      | Пољска               | пријатељство  | 2000. |
| Витстабл    | Уједињено Краљевство | партнерство   | 1987. |
| Албертслунд | Данска               | партнерство   | 1987. |
| Извор       |                      |               |       |